# Петровский, Александр Александрович
Петровский Александр Александрович (1 января 1953 д. Снов, БССР — 14 марта, 2019, Минск) — советский и белорусский ученый в области вычислительной техники и цифровой обработки сигналов, профессор, доктор технических наук.

## Биография
А. А. Петровский окончил Сновскую среднюю школу в 1970 году и поступил учиться в Минский радиотехнический институт (МРТИ), который окончил с отличием в 1975 г. по специальности «Электронные вычислительные машины» (ЭВМ). Трудовую деятельность начал в МРТИ в должности младшего научного сотрудника. Затем работал ассистентом на кафедре ЭВМ. В 1977 г. начал обучение в аспирантуре МРТИ и спустя три года защитил кандидатскую диссертацию под руководством Александра Ефимовича Леусенко. В течение следующих 9 лет (1981—1990 гг.) занимает должность доцента кафедры ЭВМ. В 1985 г. принимает руководство исследовательской лабораторией микропроцессорных систем реального времени (МРТИ). В 1989 г. защитил докторскую диссертацию на тему «Построение микропроцессорных систем обработки виброакустических процессов в реальном времени» (защита проходила в Институте проблем моделирования в энергетике им. Г. Е. Пухова, г. Киев). В 1990 г. избран заведующим кафедрой электронных вычислительных средств БГУИР, которой руководил до 2017 года.
В 1983—1984 гг. проходил стажировку в Лондонском имперском колледже (Англия). В 1994 г. повышал квалификацию в Аахенском техническом университете (Германия). В 2000—2001 гг. в качестве приглашенного профессора работал в Университете прикладных наук (г. Митвайда, Германия).[значимость факта?]

### Работа в Польше
Профессор Александр Петровский работал на факультете компьютерных наук Белостокского технического университета (Польша) в 1991—2013 годах. В 2000—2006 годах возглавлял кафедру систем реального времени. За время своей работы в Белостокском техническом университете он создал авторитетную исследовательскую группу, признанную в Польше и Европе. Под его руководством защищены 8 кандидатских диссертаций.

### Звания и должности

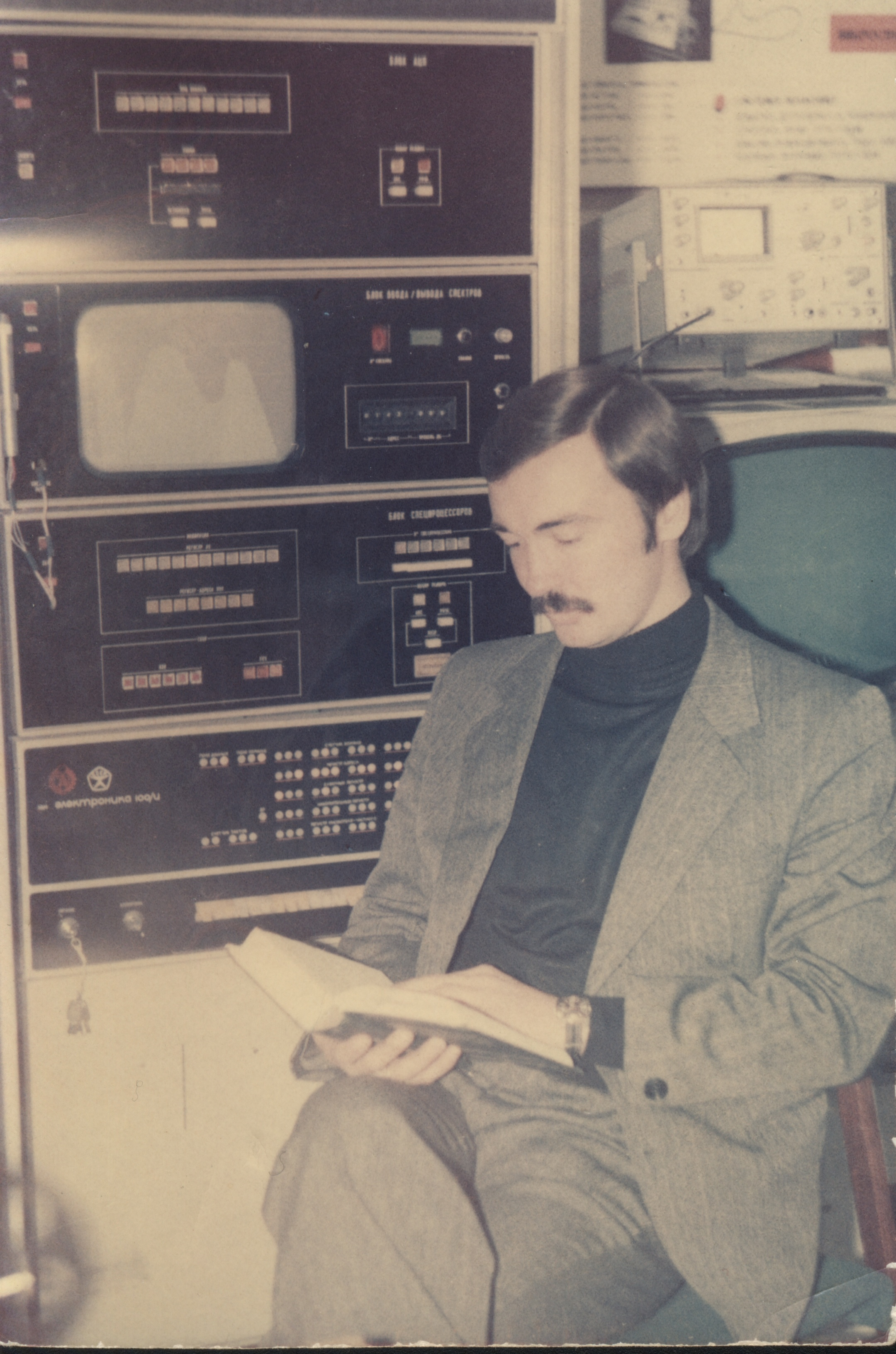
А. А. Петровский на фоне разработанной цифровой системы «УВС Вектор», удостоенной серебряной медали ВДНХ СССР в 1981 г.

1991 г. присвоено ученое звание профессора.
1995—2000 гг. председатель экспертного совета Высшей аттестационной комиссии Республики Беларусь по проблеме информатики и управления.
2018 г. избран Почетным профессором БГУИР

### Участие в международных научных организациях
Являлся членом ряда международных научных обществ:
- The Institute of Electrical Engineers (IEE);
- European Association for Signal Processing (EURASIP)[9]
- Institute of Electrical and Electronics Engineers (IEEE)[10]
- Audio Engineering Society (AES)[11]
- European Speech Communication Association (ESCA)

### Достижения
Опубликовал более 300 научных работ, среди которых 5 монографий, 2 учебных пособия, энциклопедия по радиоэлектронике, 16 авторских свидетельств на изобретения и статьи в отечественных и международных изданиях. Индекс Хирша равен 16, по данным Академии Google . Петровский А. А. подготовил более 20 кандидатов технических наук. Разработанный его лабораторией в конце 1980-х школьный компьютерный класс «Немига» был передан в серийное производство и на протяжении ряда лет являлся базовым компьютерным классом в средних школах Республики Беларусь.
Внес значительный вклад в область проектирования проблемно-ориентированных средств вычислительной техники реального времени для задач цифровой обработки сигналов.

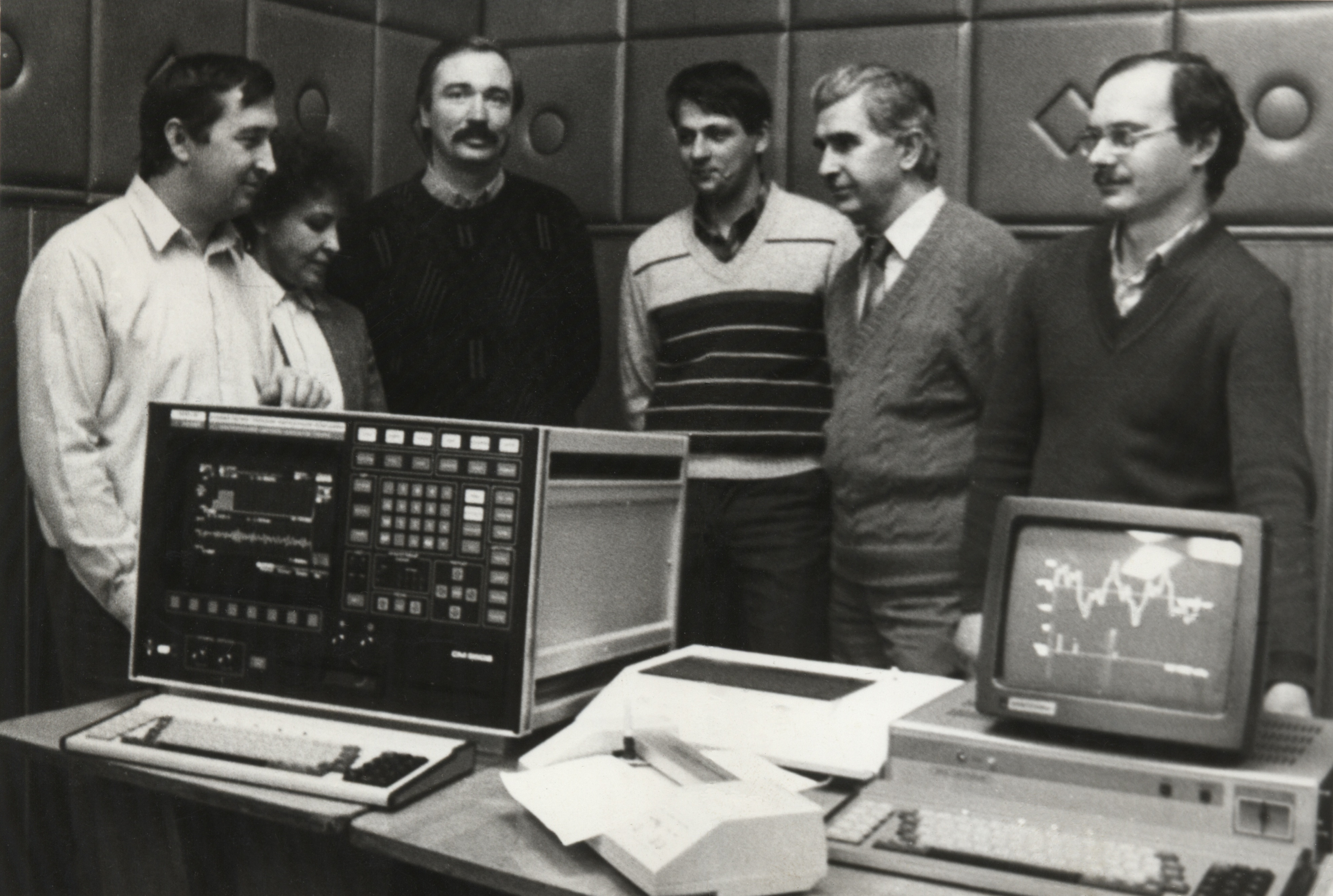
Разработки выполненные под руководством проф. А. А. Петровского: Многоканальный анализатор спектра (слева), компьютер «Немига» (справа). На заднем плане: третий слева А. А. Петровский, первый справа — В. Б. Клюс

## Награды и премии
- в 1981 г. серебряная медаль ВДНХ СССР за цифровую систему (УВС Вектор) для управления стендовыми испытаниями изделий новой техники на пространственно-многомерные случайные вибрации;[20]
- в 1986 г. золотая медаль ВДНХ СССР за многоканальный анализатор спектра;[20]
- в 1989 году за внедрение в серийное производство школьного компьютера «Немига» Петровский А. А. награждён почетной грамотой Министерства народного образования БССР;[5][20]
- в 1994 году награждён грамотой Верховного Совета Республики Беларусь за многолетнюю педагогическую деятельность,[20]
- в 1999 году отмечен нагрудным знаком Министерства образования Республики Беларусь «Выдатнік адукацыіі».[20]

## Участие в программных комитетах конференций и редколлегиях научных журналов
- Член программного комитета международной конференции Speech and Computer (SPECOM)[21][22].
- Член научного комитета международной конференции Signal Processing: Algorithms, Architectures, Arrangements, and Applications (SPA), Польша, г. Познань.[23]
- Член международного программного комитета конференции «Цифровая обработка сигналов и её применение (DSPA)» (РФ, г. Москва) с 2000 по 2019 гг.[24]
- Член программного комитета международной конференции «Открытые семантические технологии проектирования интеллектуальных систем»[25]
- Член редколлегии журнала «Информатика», издаваемого Национальной академией наук Республики Беларусь[26].

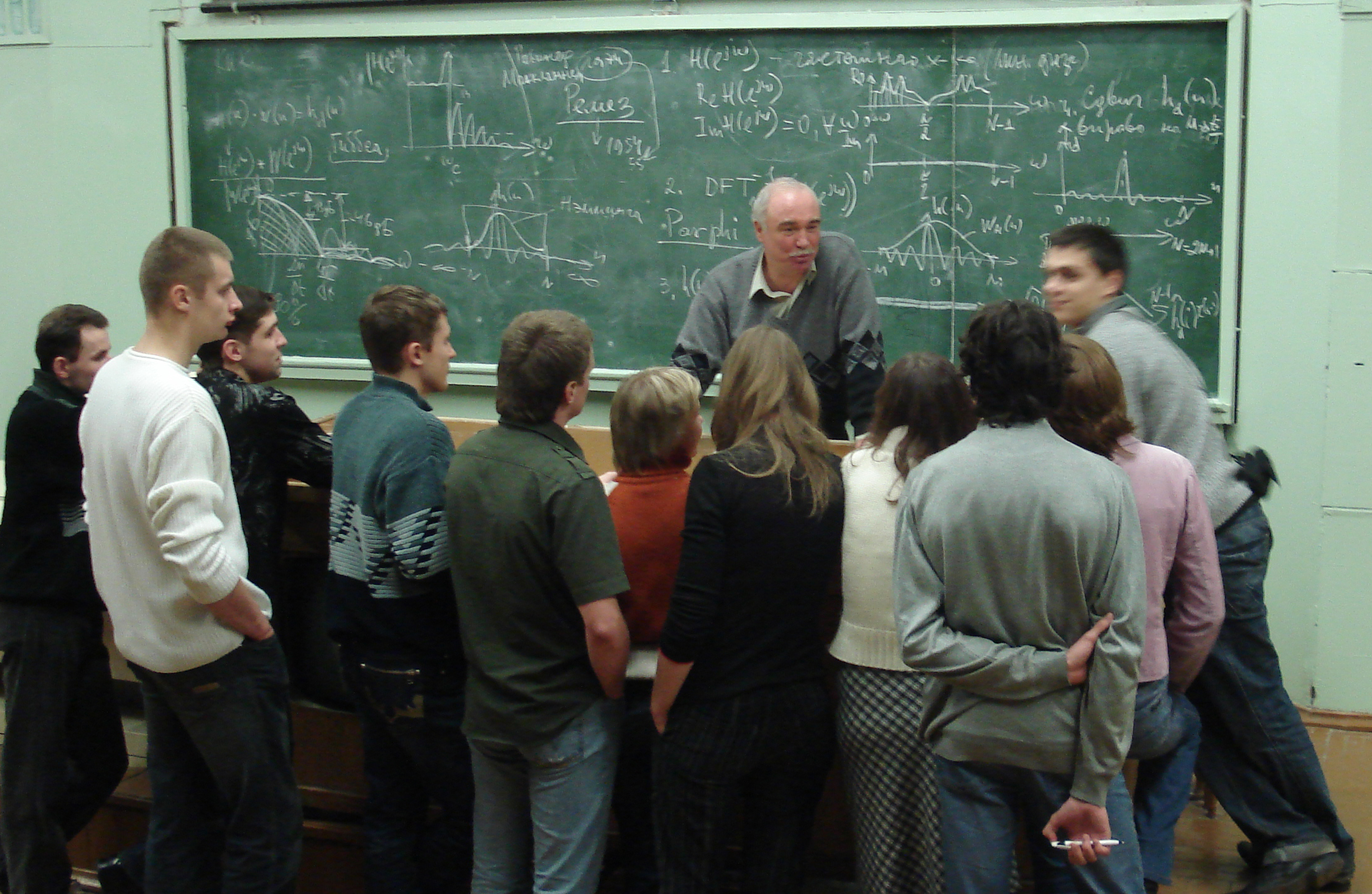
Петровский А. А. в учебной аудитории (БГУИР, 2006 г.)

- Член редакционного совета журнала «Доклады БГУИР»[27].
- Член редколлегии журнала «Речевые технологии»[28]
- Член редколлегии журнала «Цифровая обработка сигналов»[29].

## Монографии и научные труды
1. Петровский А.А. Методы и микропроцессорные средства обработки широкополосных и быстропротекающих процессов в реальном времени. — Минск: Наука и техника, 1988. — 271 с. — ISBN 5-343-00260-9.
2. Останин А., Тюленев В., Романов А., Петровский А. Применение математических методов и ЭВМ. Планирование и обработка результатов эксперимента. — Минск: Вышэйшая школа, 1989. — 220 с. — ISBN 5-339-00142-3.
3. Вишняков В.А., Петровский А.А. Системное обеспечение микроЭВМ : учеб. пособие для вузов. — Минск: Вышэйшая школа, 1990. — 303 с. — ISBN 5-339-00154-7.
4. New Trends in Audio and Video / Ed. Andrzej Dobrucki, Aleksander Petrovsky, Władysław Skarbek;. — Białystok: Wydaw. Politechniki Białostockiej, 2006. — Т. 1. — 526 с.
5. A. Piotrowski and M. Parfieniuk. Cyfrowe banki filtrów: analiza, synteza i implementacja dla systemów multimedialnych [Digital Filter Banks: Analysis, Synthesis, and Implementation for Multimedia Systems]. — Bialystok, Poland: Wydawnictwo Politechniki Bialostockiej, 2006. — 389 с. — ISBN 978-83-602001-0-0.
6. Анализаторы речевых и звуковых сигналов: методы, алгоритмы и практика (с MATLAB примерами) / под ред. А. А. Петровского;. — Минск: Бестпринт, 2009. — 456 с. — ISBN 978-985-6963-04-2.
7. Петровский Ал. А., Станкевич А. В., Петровский А. А. Быстрое проектирование систем мультимедиа от прототипа. — Минск: Бестпринт, 2011. — 410 с. — ISBN 978-985-6873-40-2.
8. Вашкевич М. И., Азаров И. С., Петровский А. А. Косинусно-модулированные банки фильтров с фазовым преобразованием: реализация и применение в слуховых аппаратах. — М.: Горячая линия Телеком, 2014. — 210 с. — ISBN 978-5-9912-0437-8.

## Статьи в ведущих научных журналах
1. A. V. Ivanov, A. A. Petrovsky. Analysis of the IHC adaptation for the anthropomorphic speech processing systems // EURASIP Journal on Advances in Signal Processing. — 2005. — doi:10.1155/ASP.2005.1323.
2. A. Borowicz, M. Parfieniuk, A. A. Petrovsky. An application of the warped discrete Fourier transform in the perceptual speech enhancement // Speech Communication. — 2006. — Т. 48, вып. 8. — С. 1024—1036. — doi:10.1016/j.specom.2006.01.004.
3. M. Parfieniuk and A. Petrovsky. Quaternion Multiplier Inspired by the Lifting Implementation of Plane Rotations // IEEE Transactions on Circuits and Systems I: Regular Papers. — 2010. — Т. 57, вып. 10. — С. 2708—2717. — doi:10.1109/TCSI.2010.2046259.
4. M. Parfieniuk, A. Petrovsky. Inherently lossless structures for eight- and six-channel linear-phase paraunitary filter banks based on quaternion multipliers // Signal Processing. — 2010. — Т. 90, вып. 6. — С. 1489—1504. — doi:10.1016/j.sigpro.2010.01.008.
5. A. Petrovski, E. Azarov, A. Petrovsky. Hybrid signal decomposition based on instantaneous harmonic parameters and perceptually motivated wavelet packets for scalable audio coding // Signal Processing. — 2011. — Т. 91, вып. 6. — С. 1489—1504. — doi:10.1016/j.sigpro.2010.09.005.
6. A. Borowicz, A. Petrovsky. Signal subspace approach for psychoacoustically motivated speech enhancement // Speech Communication. — 2011. — Т. 53, вып. 2. — С. 210—219. — doi:10.1016/j.specom.2010.09.002.
7. М. И. Вашкевич, А. А. Петровский. Алгебраический метод синтеза быстрых алгоритмов дискретного косинусного преобразования произвольного размера // Автоматика и вычислительная техника. — 2012. — № 5. — С. 36—45.
8. M. Parfieniuk, M. Vashkevich and A. Petrovsky. Short-critical-path and structurally orthogonal scaled CORDIC-based approximations of the eight-point discrete cosine transform // IET Circuits, Devices & Systems. — 2013. — Вып. 3, № 7. — С. 150—158. — doi:10.1049/iet-cds.2012.0233.
9. E. Azarov, M. Vashkevich, A. Petrovsky. Estimation of the instantaneous signal parameters using a modified Prony's method // Automatic Control and Computer Sciences. — 2015. — Т. 49, вып. 2. — С. 110—121. — doi:10.3103/S0146411615020029.
10. N.A. Petrovsky, E.V. Rybenkov and A.A. Petrovsky. Embedded distributed arithmetic based quaternions multiplier of paraunitary filter bank for lossless-to-lossy image coding // Microprocessors and Microsystems. — 2017. — Июль (№ 52). — С. 510—522. — doi:10.1016/j.micpro.2017.04.020.